# František Bragagnola
František Bragagnola (* 15. Mai 1927 in Kladno; † 28. Juli 2020) war ein tschechischer Fußballspieler.

## Vereinskarriere
Bragagnola begann mit dem Fußballspielen im Alter von zehn Jahren beim SK Kladno. Sein erster Klub im Herrenbereich war 1947 Slavia Liberec. Schon 1948 kehrte der Flügelspieler zu seinem Stammverein nach Kladno zurück, der in ZSJ Ocelárny Kladno umbenannt worden war. In der Herbstsaison 1948 kam Bragagnola zu seinen ersten Einsätzen in der höchsten tschechoslowakischen Spielklasse.
Bereits 1949 wechselte der Stürmer zum Stadtrivalen Slavoj Kročehlavy und leistete wenig später seinen Wehrdienst beim ATK Prag ab. Für den ATK (später Dukla) schoss Bragagnola in der Spielzeit 1951 seine ersten Ligatore. 1952 kehrte der Angreifer nach Kladno zurück. Dem SK, für den er 17 Erstligatore erzielte, blieb er bis zu dessen Abstieg aus der 1. Liga im Jahr 1958 treu. Insgesamt bestritt Bragagnola für Kladno 261 Spiele, in denen ihm 90 Tore gelangen.
Von 1958 bis 1962 spielte Bragagnola für Lokomotíva Beroun. Seine Karriere ließ er von 1962 bis 1969 als Spielertrainer bei Lokomotíva Kladno ausklingen.

## Nationalmannschaft
Bragagnola kam zu einem Einsatz für die tschechoslowakische B-Nationalmannschaft am 14. September 1952, als sich die B-Auswahl der ČSR in Łódź von der polnischen B-Nationalelf 2:2 trennte.